# Demetrio Madrid
Demetrio Madrid López (Villaralbo, 1 de agosto de 1936) es un político español, presidente de la Junta de Castilla y León entre 1983 y 1986.

## Trayectoria  política
Nació en Villaralbo, Zamora, el 1 de agosto de 1936.
Miembro del PSOE, en 1983 ganó las elecciones autonómicas en Castilla y León y se convirtió en el primer presidente de Junta de Castilla y León. Dimitió de su cargo en 1986, tras haber sido procesado en un caso de justicia laboral en una empresa de su propiedad, aunque posteriormente en 1989 quedó absuelto de todos los cargos que se le imputaban.
Fue diputado en el Congreso en la I, II y V legislaturas, ocupando diversos cargos en comisiones de agricultura y Unión Europea así como en la ponencia para la reforma del Estatuto de Autonomía de Castilla y León en 1998. Además fue elegido senador por Zamora en la VI legislatura.
Desde el XII Congreso Ordinario de las Juventudes Socialistas de Castilla y León (JSE-CyL) en el que salió elegido como Secretario General Francisco Díaz, fue nombrado presidente de honor de esta organización.
Es padre del productor de televisión Adrián Madrid.

## Cargos desempeñados
- Diputado por la provincia de Zamora en el Congreso de los Diputados (Constituyente, I y II legislaturas, 1977-1983).
- Secretario general del Partido Socialista de Castilla y León (1983-1985).
- Procurador por la provincia de Zamora en las Cortes de Castilla y León (I, II y III legislaturas, 1983-1993).
- Presidente de la Junta de Castilla y León (1983-1986).[4][5]
- Presidente del Partido Socialista de Castilla y León (1985-1988).
- Diputado por la provincia de Zamora en el Congreso de los Diputados (V y VI legislaturas, 1993-2000).
- Senador por la provincia de Zamora en el Senado (VII legislatura, 2000-2004).
- Consejero del Consejo Consultivo de Castilla y León (2004-2011).

## Reconocimientos
- Hijo Adoptivo de Villalar de los Comuneros (2013)[6]